# Philogenia peacocki
Philogenia peacocki là loài chuồn chuồn trong họ Megapodagrionidae. Loài này được Brooks mô tả khoa học đầu tiên năm 1989.